# Coonhound

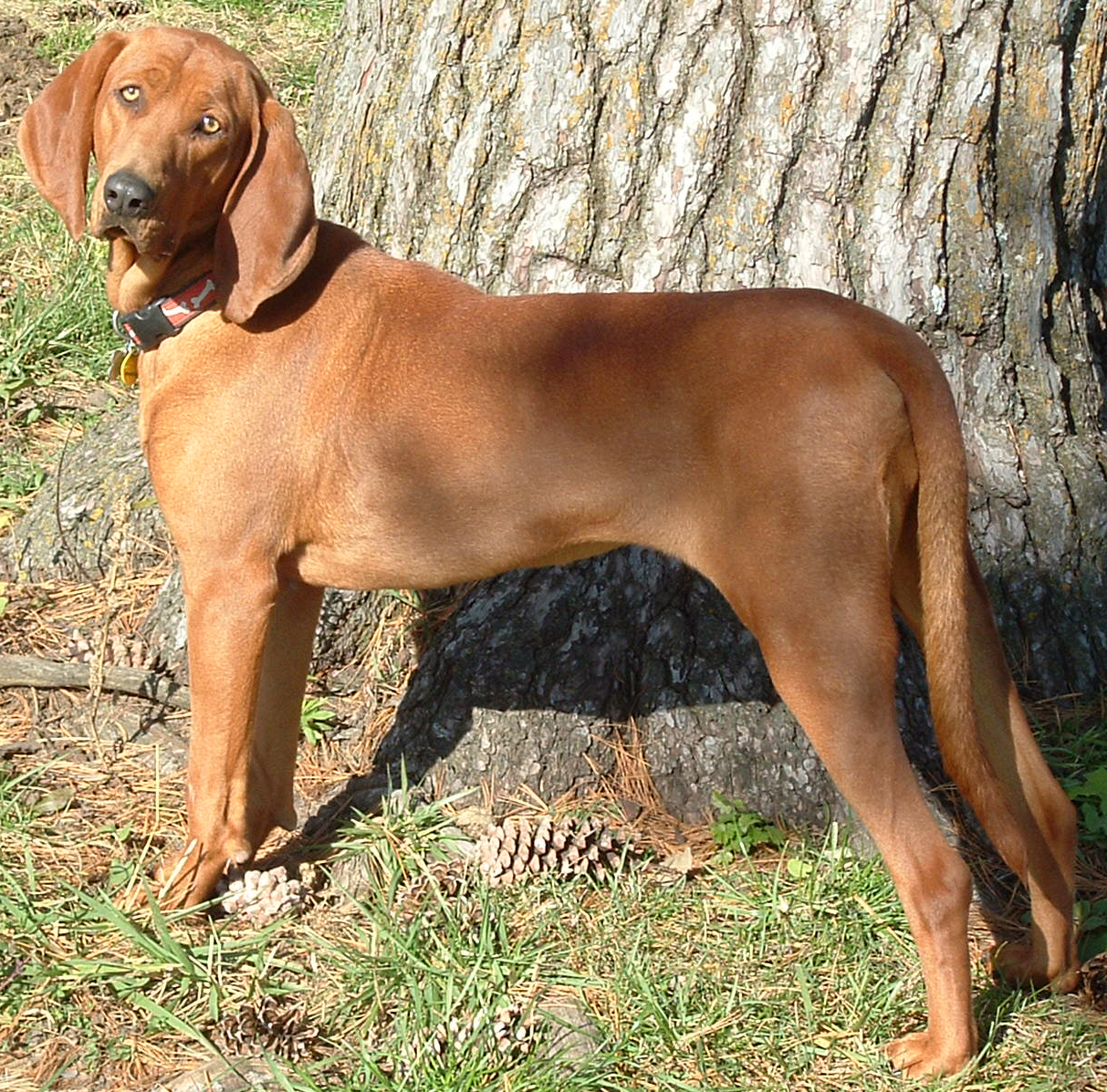
Redbone Coonhound

Coonhound är en typ av braquehundar framavlade i USA, de är drivande jakthundar. De är framavlade för att kunna driva trädflyende vilt som tvättbjörn (raccoon, vilket givit typen dess namn), pungråtta, lodjur, puma och björn. De används både vid ensamjakt och för jakt i koppel (engelska pack). I USA förekommer de också som mer eller mindre ren sällskapshund.

## Raser

### Internationellt erkända avFCI
- Black and tan coonhound

### Erkända avSKK/NKUochAKC
- Bluetick coonhound
- Plott
- Treeing walker coonhound

### Erkända avAKC
- American English Coonhound (Redtick Coonhound)
- Redbone Coonhound
- Treeing Tennessee Brindle (Foundation Stock Service-ansluten)